# 松平信敏 (大河内松平家)
松平 信敏（まつだいら のぶとし）は、江戸時代後期の旗本。堅綱系大河内松平家8代。石高は1000石。

## 生涯
松平信孟の子として江戸で生まれる。文政5年（1822年）3月に父が死去したため家督を相続する。書院番を勤め、文政8年（1825年）12月7日に小納戸、文政10年（1827年）6月21日に小姓、天保4年（1833年）5月28日に徒頭、天保8年（1837年）2月9日に西丸目付となる。大御所時代が終焉してからは、天保12年（1841年）7月8日に佐渡奉行（この間佐渡への着任はなかった）、10月17日に京都町奉行、天保14年（1843年）5月30日に先手鉄砲頭となる。弘化元年（1844年）10月に本家の三河吉田藩主・松平信宝が死去し、長男の信璋が養子に入る。弘化2年（1845年）12月12日、小普請奉行となる。嘉永2年（1849年）9月10日に死去。
三河吉田藩主の実父となった信敏であったが、信璋とともに吉田藩家中からは軽視され、官名の「兵庫頭」をもじって「兵てき」と呼ばれて批判の的にされた。